# Mapangyong Cuo
Mapangyong Cuo es un sitio Ramsar cerca de la frontera India-Nepal-China, 400 km al sudeste del lago de Tso Moriri y 950 km al oeste de Lhasa. Está formado por los lagos sagrados Mana Sarovar y La'nga Co, el humedal que los rodea y los ríos adyacentes. Se encuentran en la meseta tibetana, en la Región autónoma del Tíbet, en China, al sur del monte Kailash. Al hallarse en una región remota y ser menos accesible que otros lugares del Tibet, en las coordenadas 30°44'29"N 081°19'42"E, el humedal se ha conservado mejor.

## Características
El sitio Ramsar está formado por los lagos sagrados Mpang Yongcuo y La'angcuo (también Mana Sarovar y La'nga Co) y las zonas adyacentes de humedales y ríos, en una zona desértica del altiplano tibetano, entre 4500 y 6500 m de altitud. Sus aguas alimentan al río Yarlung Tsangpo, que luego será el Brahmaputra. En este hábitat son destacables los peces endémicos de la meseta tibetana Schizopygopsis microcephalus y Triplophysa stewarti. Alberga también una colonia de grulla cuellinegra, el amenazado antílope tibetano o chirú y el leopardo de las nieves. En 2008 y 2010 se registraron  en la zona unas 80.000 aves acuáticas anuales. La vegetación está dominada por praderas desérticas subalpinas, con especies como Stipa glareosa, y prados alpinos compuestos de Stipa purpurea, Carex moorcroftii, Poa annua y Caragana versicolor, distribuidos entre 4700 y 5000 m de altitud. El lago Mapam (Manasarovar), situado al sur de la montaña sagrada de Kang Rinpoche, es un lugar sagrado del budismo, el hinduismo, el jainismo y el llamado budismo negro, que atrae miles de devotos y turistas cada año. Los alrededores se utilzian para el pastoreo, aunque la declaración de zona protegida y las inversiones en este sentido sirven arab proteger la región.